# Straupe
Straupe (früher: Lielstraupe, dt.: (Groß-)Roop) ist eine ehemalige Hansestadt in Lettland, nördlich von Riga. Straupe ist Hauptort der Gemeinde Straupe.

## Geschichte

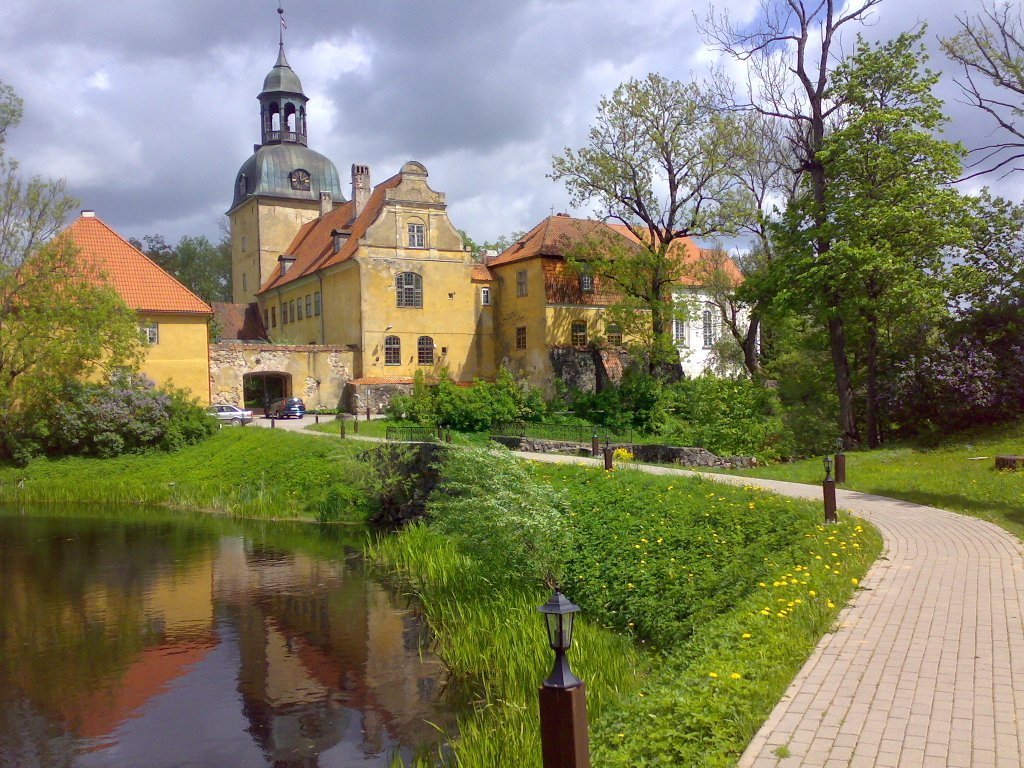
Schloss Groß-Roop

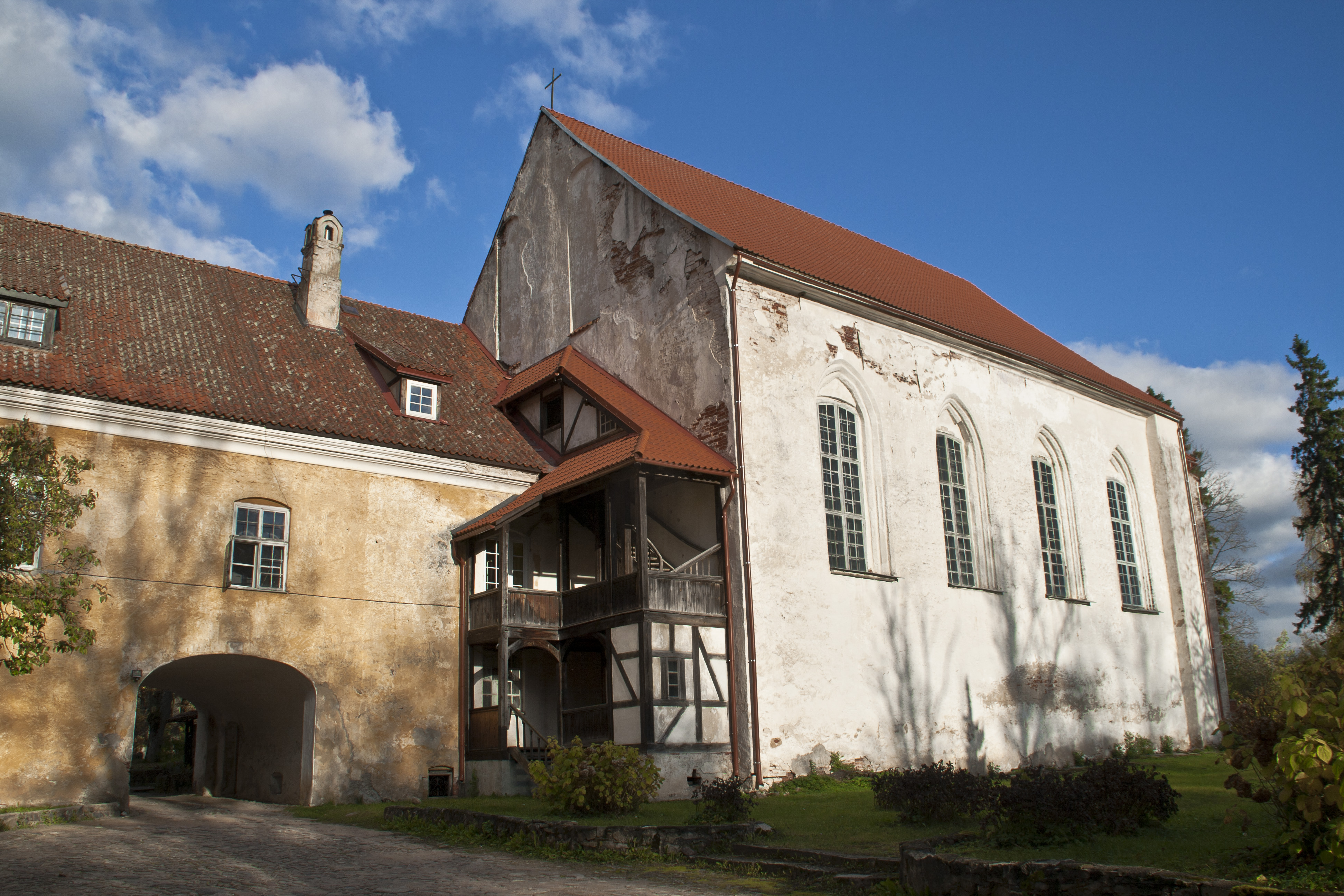
Lutherische Kirche

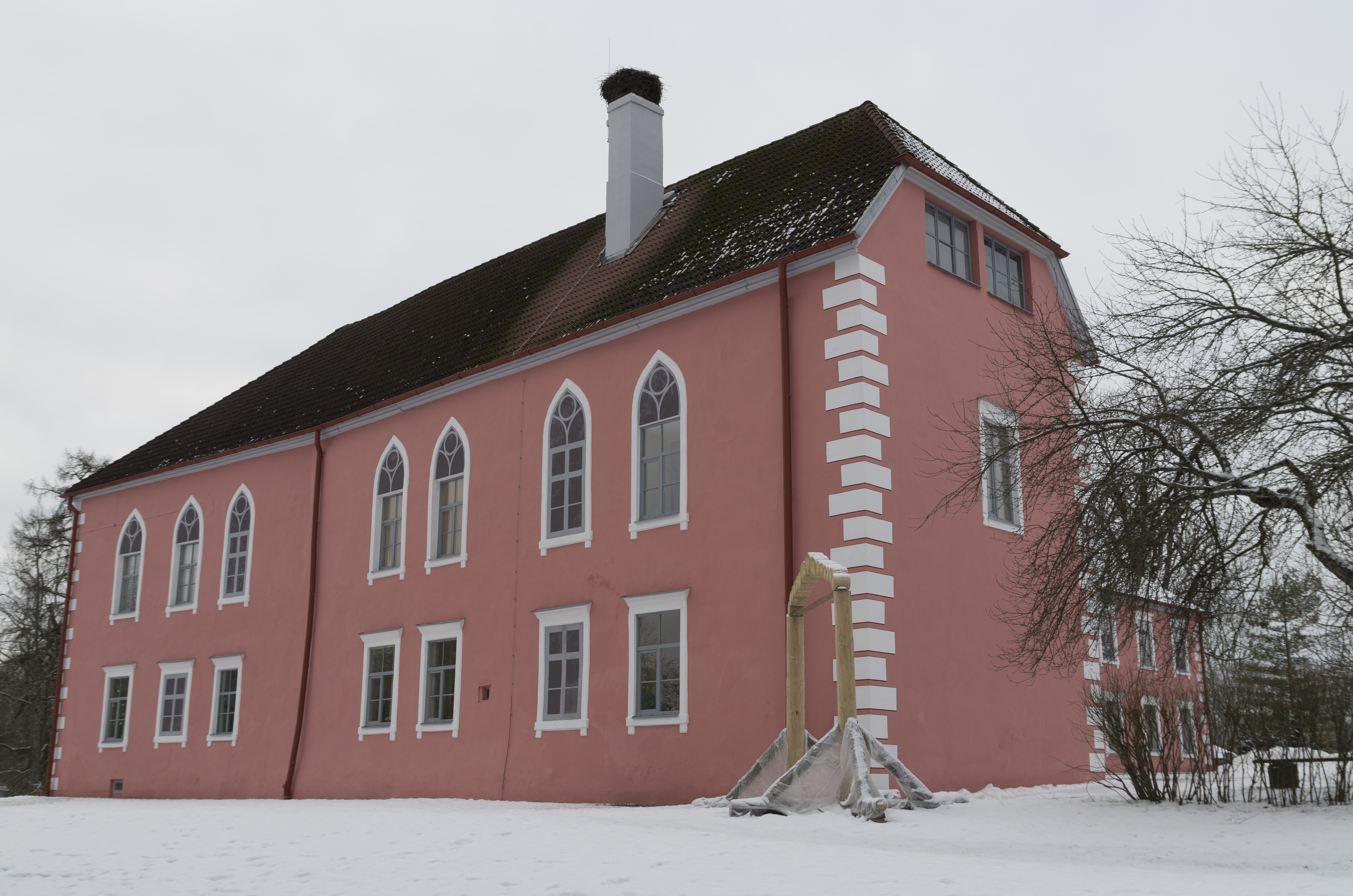
Schloss Klein-Roop 2015

In der Chronik Heinrichs von Lettland taucht 1227 der Livische Ort „Vidumaa“ auf. Die Burg des Bischofs von Riga wird 1325 erstmals urkundlich erwähnt. Um diese Burg entstand eine Siedlung, die der Hanse angehörte und die 1374 Rigaer Stadtrecht erhielt. Damals war Straupe die viertgrößte Stadt in Lettland. In den Kriegen der folgenden Jahrhunderts wurde die Gegend allerdings verwüstet und die Burg verlor ihre Bedeutung.
- Das Schloss Groß-Roop (Lielstraupes pils) wurde als Burg wahrscheinlich im 13. Jahrhundert erbaut und nach einem Brand im Revolutionsjahr 1905 im Barockstil restauriert. Das Schloss gehörte jahrhundertelang der Adelsfamilie Rosen, letzter Eigentümer bis zu seiner Übersiedlung nach Deutschland 1939 war Baron Hans von Rosen. Von 1963 bis Ende 2017 wurde das Gebäude als Klinik genutzt.
- Die baulich zum Schloss gehörende heutige evangelisch-lutherische Kirche von Straupe wurde im 13. Jahrhundert als Burgkapelle errichtet.
- Nordwestlich von Straupe befindet sich im nahegelegenen Weiler Mazstraupe das im 13. und 14. Jahrhundert als Vasallenburg des Erzbistums Riga erbaute Schloss Klein-Roop (Mazstraupes pils), von dem nach Abriss des Haupttorturms 1938 die südöstliche Ecke des Hauptgebäudes und der südliche Teil des Ostflügels erhalten sind.[2] Das Schloss gehörte von 1742 bis 1919 der Adelsfamilie Meyendorff, Schlossherren waren unter anderen Kasimir von Meyendorff, der Forschungsreisende Georg von Meyendorff, Felix von Meyendorff und zuletzt Alexander von Meyendorff.
- Während der Schlacht bei Cēsis 1919 wehrten hier estnische Einheiten einen Angriff von Teilen der Eisernen Division ab.

Ab 2009 bildeten die Gemeinden Raiskums (1604 Einwohner), Stalbe (1228 Einwohner) und Straupe (1412 Einwohner) den Bezirk Pārgauja mit insgesamt 4244 Einwohnern (1. Juli 2014). Das Verwaltungsgebäude stand in Straupe. 2021 ging dieser Bezirk im Bezirk Cēsis auf.

## Persönlichkeiten
- Conrad von Rosen (* 1628 in Straupe; † 1715 in Bollweiler im Elsass), Ritter der königlichen Orden, livländischer General in französischen Diensten, Marschall von Frankreich und von Irland